# Andrea Keszler
Andrea Keszler (* 28. Juli 1989 in Tatabánya) ist eine ungarische Shorttrackerin.

## Werdegang
Sie tritt seit dem Jahr 2003 in internationalen Juniorenwettbewerben an, ein Jahr zuvor wurde sie ins ungarische Nationalteam aufgenommen. Ihre erste internationale Meisterschaft im Erwachsenenbereich war die Europameisterschaft 2007 in Sheffield. Dort erreichte sie als Mitglied der ungarischen Staffel das Finale, wo diese jedoch disqualifiziert wurde. Im gleichen Jahr bestritt Keszler die Teamweltmeisterschaften in Budapest und erreichte dort mit ihren Teamkolleginnen Rang sechs. Im folgenden Jahr erreichte Keszler bei den Europameisterschaften in Ventspils mit der Staffel abermals das Finale, verletzungsbedingt trat das Quartett dort jedoch nicht an und wurde schließlich Fünfter.
In der Saison 2008/09 debütierte Keszler im Weltcup. Ihre besten Ergebnisse in Einzelrennen waren mehrere Viertelfinal-Teilnahmen. Bei den Europameisterschaften 2009 in Turin gewann sie mit der Staffel die Goldmedaille und damit ihren ersten internationalen Titel. In der Saison 2009/10 startete Keszler bei zwei Weltcuprennen, ohne jedoch vordere Platzierungen zu erreichen. Bei den Europameisterschaften in Dresden wurde sie mit der Staffel erneut Vierte, bei den Teamweltmeisterschaften in Bormio erreichte sie Rang fünf. Keszler qualifizierte sich für die Olympischen Spiele in Vancouver. Sie startete mit der Staffel, die Rang fünf errang. In der Saison 2011/12 erreichte Keszler erstmals auch Erfolge in Einzelrennen. Bei den Europameisterschaften in Mladá Boleslav gewann sie über 500 m die Bronzemedaille. Im Mehrkampf wurde sie Siebte. Zudem konnte sie auch mit der Staffel die Bronzemedaille erkämpfen. Bei den Europameisterschaften 2014 in Dresden gewann sie die Bronzemedaille mit der Staffel. Im Februar 2014 belegte sie bei den Olympischen Winterspielen 2014 in Sotschi den 28. Platz über 500 m und den sechsten Rang mit der Staffel. In der Saison 2015/16 kam sie in Dresden mit dem zweiten Platz mit der Staffel erstmals im Weltcup aufs Podest. Bei den Europameisterschaften 2016 in Sotschi wurde sie Vierte mit der Staffel. Zu Beginn der Saison 2016/17 errang sie beim Weltcup in Calgary den dritten Platz mit der Staffel. Bei den Europameisterschaften 2017 in Turin und bei den Weltmeisterschaften 2017 in Rotterdam holte sie jeweils die Silbermedaille mit der Staffel.

## Persönliche Bestzeiten
- 500 m      43,655 s (aufgestellt am 14. Februar 2016 in Dordrecht)
- 1000 m    1:29,871 min. (aufgestellt am 13. Januar 2017 in Turin)
- 1500 m    2:24,917 min. (aufgestellt am 27. Januar 2012 in Mlada Boleslav)
- 3000 m    5:17,066 min. (aufgestellt am 29. Januar 2012 in Mlada Boleslav)